# قنطريون متغاير الثمار
القنطريون متغاير الثمار واسمه العلمي (باللاتينية: Centaurea heterocarpa) نوع نباتي ينتمي إلى جنس القنطريون من الفصيلة النجمية.

## الموئل والانتشار
موطنه بلاد الشام.